# Vídne (Crimea)
|  | Per a altres significats, vegeu «Vídnoie». |

Vídne (en (ucraïnès): Видне) és un poble (un possiólok) de la República Autònoma de Crimea a Ucraïna, que el 2014 tenia 740 habitants. Pertany al districte de Krasnogvardiiske.